# Ґрабово (гміна Ольшево-Боркі)
Ґрабово (пол. Grabowo) — село в Польщі, у гміні Ольшево-Борки Остроленцького повіту Мазовецького воєводства.
Населення — 199 осіб (2011).
У 1975-1998 роках село належало до Остроленцького воєводства.

## Демографія
Демографічна структура станом на 31 березня 2011 року:
|          | Загалом | Допрацездатний вік | Працездатний вік | Постпрацездатний вік |
| -------- | ------- | ------------------ | ---------------- | -------------------- |
| Чоловіки | 101     | 18                 | 78               | 5                    |
| Жінки    | 98      | 18                 | 65               | 15                   |
| Разом    | 199     | 36                 | 143              | 20                   |